# Militie

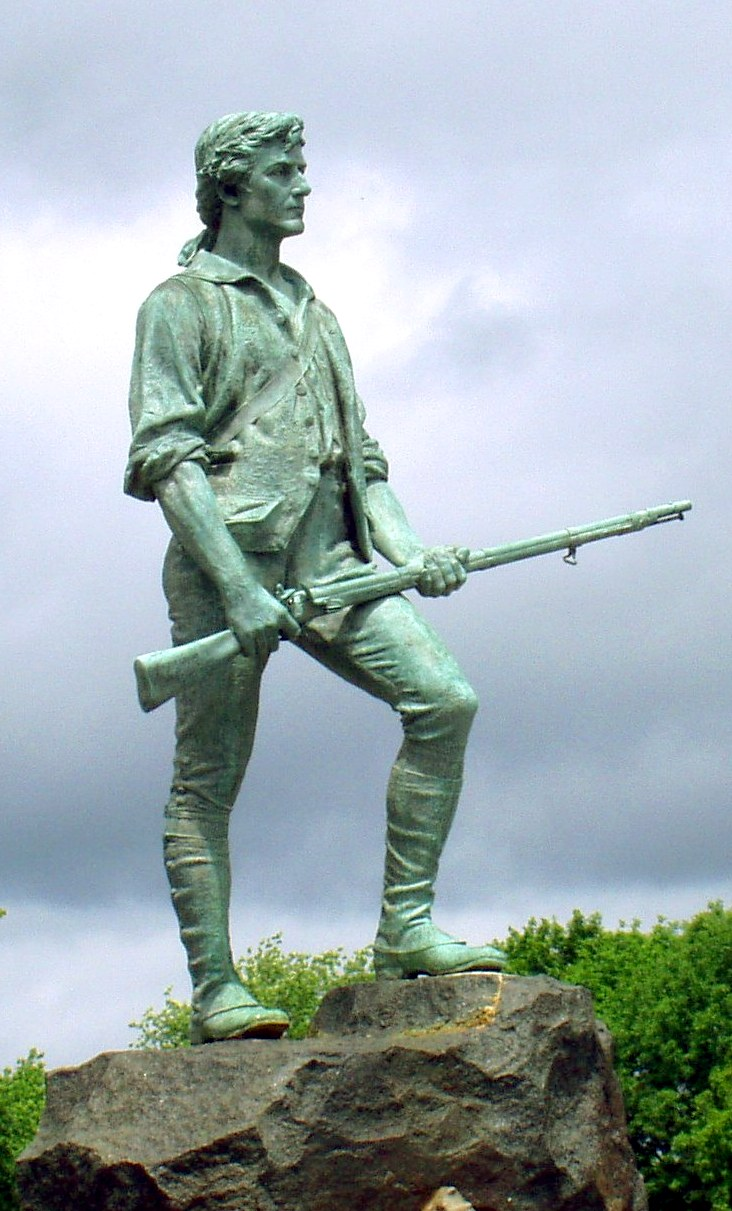
Standbeeld ter ere van de Minutemen.

Een militie is een groep burgers die (para)militaire taken op zich genomen hebben. In tegenstelling tot een reguliere krijgsmacht, die meestal uit beroepsmilitairen bestaat, is de politieke controle over een militie vaak minder geregeld. De leiding over een militie is vaak in handen van een krijgsheer. Het maakt voor een samenleving een enorm verschil of een militie al dan niet naast een regulier leger optreedt en of er in zekere mate politieke controle op is.

Wanneer een groep burgers de overheidstaken op het gebied van veiligheid ondersteunt of overneemt, wordt ook wel gesproken van Burgerwacht of particuliere beveiliging.

## Historisch
In de Middeleeuwen (en later) kenden veel Europese steden en dorpen een militie, beter bekend als de schutterij of het schuttersgilde, bestaande uit lokale burgers, om de inwoners te beschermen bij een aanval door bijvoorbeeld roversbenden of rondzwervende soldaten en intern de orde te handhaven bij oproer, brand of prominent bezoek. Schutterijen waren aanvankelijk gegroepeerd volgens het wapen dat ze gebruikten: de handboog, de voetboog of het geweer en later naar hun wijk. In Nederland is in de negentiende eeuw gesleuteld aan taken en organisatie van de schutterijen en begin twintigste eeuw zijn zij geheel opgeheven. Hun taken, zorgen voor orde en veiligheid, zijn overgenomen op lokaal niveau door de politie en op nationaal niveau door het leger. De enige overgebleven Nederlandse burgermilitie is de Nederlandse Burgermilitie voor Nationale Zelfverdediging (NBNZ). Overblijfselen van de vroegere milities zijn terug te vinden bij de folkloristische schutterijen. 
In de Amerikaanse koloniën kende men in de Massachusetts Bay Colony sinds 1645 een uit de schutterij voort gekomen militie, die sneller inzetbaar moesten zijn dan andere eenheden. Hieruit ontstonden na 1774 de Minutemen, die één minuut na melding klaar zouden kunnen staan voor het gevecht. Tijdens de Amerikaanse Burgeroorlog kwamen de milities van de staten in het geweer, naast het nationale leger en de marine. Ook kende men in die periode burger-guerrillagroepen, opererend onder de namen Jayhawkers (Noordelijken) en Bushwhackers (Zuidelijken).

Sommige Amerikaanse staten hebben tegenwoordig nog steeds hun eigen paramilitaire organisatie. Bijvoorbeeld New York met de New York State Guard. Deze paramilitaire organisaties ondersteunen vaak de National Guard binnen het grondgebied van de staat.

## Midden-Oosten
Het Midden-Oosten kent veel landen met milities. 
Libanon is een voorbeeld van een samenleving waarin milities een grote rol spelen naast de reguliere nationale krijgsmacht. Zo hebben vele etnische/religieuze facties hun eigen formele krijgsmacht: Hezbollah, Forces Libanaises maar ook alawitische, soennitische, druzische en andere groepen hebben georganiseerde milities. 
In Israël speelden Joodse paramilitaire milities als Irgun/Etsel en Lechi een grote rol voor en tijdens de Arabisch-Israëlische Oorlog van 1948.
Irak kenmerkt zich sinds de Golfoorlog van 2003 ook door een burgeroorlog waarin vele milities elkaar bestrijden: Koerdische Peshmerga, Mahdi-leger maar ook wahabistische, salafistische, Turkomaanse, Assyrische milities en verschillende soennitische stammen.
De burgeroorlog die sinds 2011 in Syrië woedt kenmerkt zich ook door een pluraliteit van milities: Al-Jaysh al-Shaabi / Hezbollah / Houthi's (sjiieten), Shabiha (alawieten), National Defence Force ((alawieten, christenen, droezen), Volksfront voor de Bevrijding van Palestina (Palestijnen) versus Vrij Syrisch Leger (soennieten) alsook Al-Nusra / Ahrar al-Sham / Ghuraba al-Sham / Syrisch Islamitische front / Al Qaida (salafisten). De Syrische Koerden zijn daarbij een derde partij met milities die zich 'neutraal' opstelt met als doelstelling autonomie van West-Koerdistan.